# Бернацкий, Максим Иванович
Максим Иванович Бернацкий (укр. Максим Іванович Бернацький; 1889, Киевская губерния — 14 апреля 1945, Ворошиловград) — профессор Ворошиловградского педагогического института, в годы Великой Отечественной войны завербованный ОУН и сотрудничавший с немецкими оккупационными областями.

## Биография

### До войны
Окончил духовную семинарию и учительский институт. Служил в Русской императорской армии (имел звание прапорщика), командовал взводом. В годы гражданской войны служил в Армии УНР и сотрудничал с Центральной Радой и обществом «Просвіта». С 1920-х годов преподавал в школах и вузах украинский язык, заведующий кафедрой украинского языка в Ворошиловградском педагогическом институте. Поддерживал украинизацию школ и вузов. После начала Великой Отечественной войны отказался эвакуироваться в Тамбовскую область, не желая оставлять больную жену и дочь в Ворошиловграде. 16 июля 1942 года город был занят немецкими войсками.

### Сотрудничество с ОУН и немецкой администрацией
В августе 1942 года Бернацкий был вызван в городскую управу, где глава отдела культуры Ковалев (бывший преподаватель машинститута) познакомил его с неким деятелем Организации украинских националистов, представившимся как «Евгений» (предположительно, это был Евгений Стахив). «Евгений» предложил Бернацкому стать редактором областной газеты на украинском языке, и Бернацкий согласился. Бернацкий стал выпускать газету «Нове життя», в которой распространялись лозунги и статьи деятелей ОУН авторства Теодора Личмана, Митрофана Иванова и Марии Мешко. Также в Ворошиловграде Бернацкий организовал курсы украинского языка, которые являлись «серьезной и компактной базой для ОУН». Преподавали их четыре человека, не считая Бернацкого. Число слушателей составляло до 150 человек.
Также Бернацкий занимался постановкой украинского драматического театра (ставили «Наталку-Полтавку» и «Безталанну»), публиковал статьи о прошлом Донбасса и вёл литературную колонку с текстами народных песен, стихов поэтов и отрывков классиков украинской литературы. 22 января 1943 года Бернацкий выехал с отделом пропаганды горуправы в оккупированные Сталино и Енакиево, а в феврале покинул взятый советскими войсками город насовсем, уехав на территории, находившиеся под контролем войск Оси. Осенью 1943 года он очутился в Первомайке, который контролировали румыны, а затем перебрался в Богополье, где до марта 1944 года продолжал печатать газету «Нове життя». После взятия города советскими войсками он легализовался и стал регентом хора в церкви Покрова.

### Издательская деятельность
В архиве Управления СБУ сохранилась подшивка газеты «Нове життя», выходившей трижды в неделю тиражом 10 тысяч экземпляров. Все статьи носили неприкрытую, агрессивную антикоммунистическую и антисемитскую направленность в заголовках и публикациях авторов. Они также выражали всяческую поддержку украинским националистическим организациям, гитлеровской Германии и всем её союзникам, которые якобы боролись за единую Европу. В реальности же газета не отражала истинного положения на фронте, и её статьи о поражениях РККА и победах вермахта не имели ничего с реальными сводками с фронта: большую часть подобных статей составляли перепечатки других коллаборационистских изданий или листовок, «спущенных» отделом пропаганды. На последних страницах публиковались многочисленные приказы Ворошиловской городской управы, которые свидетельствовали о неспособности вермахта удержать город под контролем.

### Суд и казнь
Бернацкий был арестован НКВД и допрошен, на допросах он признался в сотрудничестве с ОУН и немецкими оккупантами. 2 марта 1945 года приговорён военным трибуналом НКВД к высшей мере наказания — расстрелу. Приговор приведён в исполнение 14 апреля 1945.